# Cryptocephalus danieli
Cryptocephalus danieli là một loài bọ cánh cứng trong họ Chrysomelidae. Loài này được Clavareau miêu tả khoa học năm 1913.